# Phoebe Ryan
Phoebe Holiday Ryan es una cantante y compositora estadounidense. En 2015, estrenó un mashup de "Ignition" de R. Kelly y "Do You" de Miguel, seguido por su primer sencillo "Mine" de su EP debut del mismo nombre. Ella esta bajo el sello discográfico de Columbia Records desde 2015.
Como compositora, ella ha escrito para artista reconocidos como Britney Spears, Oh Honey, Melanie Martinez, y Bea Miller, y ha sido invitada en canciones con artistas como The Knocks, Tritonal, Skizzy Mars, y The Chainsmokers, entre otros.

## Discografía

### EP
| Álbum | Detalles                                                                         |
| ----- | -------------------------------------------------------------------------------- |
| Mine  | - Lanzamiento: 2015 - Discográfica: Columbia Records - Formato: Descarga digital |
| James | - Lanzamiento: 2017 - Discográfica: Columbia Records - Formato: Descarga digital |

### Singles

#### Artista Solista
| Sencillo                                     | Año  | Álbum |
| -------------------------------------------- | ---- | ----- |
| "Ignition / Do You..."                       | 2015 | Mine  |
| "Mine"                                       | 2015 | Mine  |
| "Dead"                                       | 2015 | Mine  |
| "We Won't" (con Jaymes Young)                | 2015 |       |
| "Homie"                                      | 2015 |       |
| "Chronic"                                    | 2016 |       |
| "Boyz n Poizn"                               | 2016 |       |
| "Dollar Bill" (feat. Kid Ink)                | 2016 |       |
| "Dark Side"                                  | 2017 |       |
| "Forgetting All About You" (feat. Blackbear) | 2017 | James |
| "Be Real"                                    | 2017 | James |
| "James Has Changed"                          | 2017 | James |
| "Almost Back" (con Kaskade y LöKii)          | 2018 |       |
| "Middle Finger" (con Quinn XCII)             | 2018 |       |
| "Heart Attack" (feat. Tove Lo)               | 2018 |       |

#### Artista invitada
| Título                                             | Año  | Posiciones en listas | Posiciones en listas | Posiciones en listas | Posiciones en listas | Posiciones en listas | Posiciones en listas | Posiciones en listas | Posiciones en listas | Posiciones en listas | Posiciones en listas | Certificación | Álbum                      |
| Título                                             | Año  | US                   | AUS                  | AUT                  | BEL                  | CAN                  | FRA                  | NL                   | NOR                  | SWE                  | UK                   | Certificación | Álbum                      |
| -------------------------------------------------- | ---- | -------------------- | -------------------- | -------------------- | -------------------- | -------------------- | -------------------- | -------------------- | -------------------- | -------------------- | -------------------- | ------------- | -------------------------- |
| "Chasing" (My Eden feat. Phoebe Ryan)              | 2013 | —                    | —                    | —                    | —                    | —                    | —                    | —                    | —                    | —                    | —                    |               | Walking On Air             |
| "Now or Never" (Tritonal feat. Phoebe Ryan)        | 2014 | —                    | —                    | —                    | —                    | —                    | —                    | —                    | —                    | —                    | —                    |               | Introducing Pierce Fulton  |
| "The City" (Skizzy Mars feat. Phoebe Ryan)         | 2015 | —                    | —                    | —                    | —                    | —                    | —                    | —                    | —                    | —                    | —                    |               | The Red Balloon Project EP |
| "We Won't" (Jaymes Young feat. Phoebe Ryan)        | 2015 | —                    | —                    | —                    | —                    | —                    | —                    | —                    | —                    | —                    | —                    |               | —                          |
| "Purple Eyes" (The Knocks feat. Phoebe Ryan)       | 2016 | —                    | —                    | —                    | —                    | —                    | —                    | —                    | —                    | —                    | —                    |               | 55                         |
| "All We Know" (The Chainsmokers feat. Phoebe Ryan) | 2016 | 18                   | 8                    | 15                   | 15                   | 14                   | 185                  | 34                   | 14                   | 24                   | 24                   |               | Collage                    |

### Créditos como Compositora
| Año  | Artista          | Álbum          | Canción                    |
| ---- | ---------------- | -------------- | -------------------------- |
| 2013 | Oh, Honey        | With Love      | "Be Okay"                  |
| 2013 | Oh, Honey        | With Love      | "Lonely Neighbor"          |
| 2013 | Oh, Honey        | With Love      | "Get It Right"             |
| 2013 | Oh, Honey        | With Love      | "Sugar, You"               |
| 2013 | Oh, Honey        | With Love      | "It Can't Rain Forever"    |
| 2013 | Oh, Honey        | With Love      | "Until You Let Me"         |
| 2013 | Oh, Honey        | With Love      | Take All the Time You Need |
| 2013 | Mt Eden          | Walking on Air | "Walking On Air"           |
| 2014 | Alli Simpson     | --             | "Guilty"                   |
| 2014 | Benjamin         | Square One     | "Underdogs"                |
| 2014 | Bea Miller       | Young Blood    | "Young Blood"              |
| 2015 | Melanie Martinez | Cry Baby       | "Teddy Bear"               |
| 2016 | Britney Spears   | Glory          | "Man On The Moon"          |
| 2016 | The Knocks       | 55             | "The Key"                  |